# Jean-Marc Barr
Jean-Marc Barr (Bitburgo, 27 de septiembre de 1960) es un actor y director de cine franco-estadounidense. Es conocido por haber participado en varias películas del director danés Lars von Trier, como Europa (1991).

## Biografía

### Primeros años

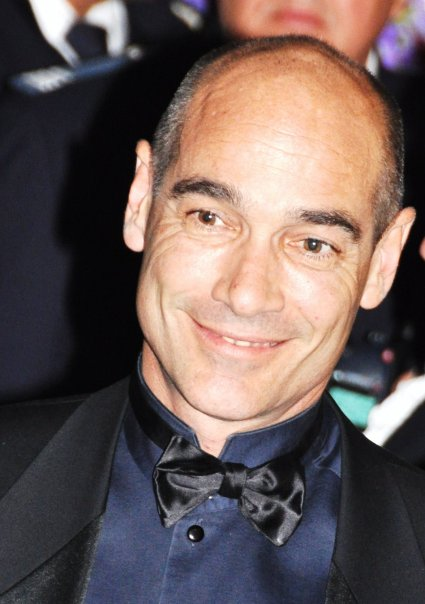
Barr en el Festival de Cine de Cannes de 2002.

Barr es hijo de una madre francesa y de un padre estadounidense que trabajaba en las Fuerzas Armadas de los Estados Unidos. Habla francés e inglés fluidamente. Nació en Alemania Occidental, donde su padre había sido destinado, viviendo una infancia itinerante. Su familia se mudó a Francia en 1968 y, después, a California en 1974.
Los padres de Barr deseaban que se uniera a las fuerzas armadas, pero, en realidad, no quería seguir los pasos de su padre. Estudió filosofía en la Universidad de California y, después, en el Conservatorio de París, así como en la Universidad de París. Se mudó a Londres buscando educarse en la actuación teatral, inscribiéndose en la Guildhall School of Music and Drama.

### Carrera
Barr comenzó a actuar en obras de teatro en Francia, hacia 1986. Después de encontrar trabajo en la televisión (incluyendo un pequeño papel en Hotel du Lac (1986), la versión de la BBC de la novela homónima de Anita Brookner) y en la película Hope and Glory (1987), dirigida por John Boorman, fue seleccionado en el reparto del gran exitoso largometraje Le Grand Bleu (1988). Su director, Luc Besson, lo eligió para el papel del submarinista francés Jacques Mayol, junto a actores como Rosanna Arquette y Jean Reno. Dicha película tuvo el mayor éxito financiero para una película francesa en la década de los 80.
En 1991, Barr protagonizó Europa, dirigida por el danés Lars von Trier, marcando el comienzo de una larga amistad (el actor es padrino del hijo de von Trier), así como de una estrecha relación profesional. Aparece, además, en otras de sus películas, tales como Breaking the Waves (1996), Dancer in the Dark (2000), Dogville (2004), Manderlay (2005), The Boss of It All (2006) y Nymphomaniac (2013). En 2005, protagonizó la película francesa Crustacés et Coquillages.
Las colaboraciones con von Trier incitaron a Barr a comenzar a dirigir sus propios trabajos. Debutó en 1999 como director, guionista y productor del filme romántico Lovers. La película se convirtió en la primera parte de una trilogía; los largometrajes que la siguieron son el drama Too much Flesh (2000) y la comedia Being Light (2001), la cual codirigió con Pascal Arnold. Barr y Pascal dirigieron, asimismo, la película de 2006 Chacun sa nuit, donde descubireron a los actores Lizzie Brocheré, Arthur Dupont y Karl E. Lander. Volvieron a colaborar en 2012, en Sexual Chronicles of a French Family.
En 2010, Barr protagonizó City of Shadows, dirigida por Kim Nguyen. En 2013, interpretó al escritor Jack Kerouac en la adaptación cinematográfica de la autobiografía de la generación beat, Big Sur.

## Filmografía

### Cine
| Año  | Título                                              | Papel                            | Notas         |
| ---- | --------------------------------------------------- | -------------------------------- | ------------- |
| 1985 | King David                                          | Absalom                          |               |
| 1986 | The Frog Prince                                     | James                            |               |
| 1987 | Hope and Glory                                      | Bruce                            |               |
| 1987 | Maurice                                             | Compañero francés                | No acreditado |
| 1988 | The Big Blue                                        | Jacques Mayol                    |               |
| 1991 | Le brasier                                          | Victor                           |               |
| 1991 | Europa                                              | Leopold Kessler                  |               |
| 1992 | The Plague                                          | Jean Tarrou                      |               |
| 1994 | Iron Horsemen                                       | Robert                           |               |
| 1994 | Les faussaires                                      | Panadero                         |               |
| 1994 | The Favourite Son                                   | Philippe                         |               |
| 1996 | L'échappée belle                                    | Emmanuel Barnes                  |               |
| 1996 | Marching in Darkness                                | Silvio Roatta                    |               |
| 1996 | Breaking the Waves                                  | Terry                            |               |
| 1996 | Mo'                                                 | Sam Follow                       |               |
| 1998 | The Scarlet Tunic                                   |                                  |               |
| 1998 | Préférence                                          | Simon                            |               |
| 1998 | Folle d'elle                                        | Marc                             |               |
| 1998 | Ça ne se refuse pas                                 | Alex                             |               |
| 1998 | Don't Let Me Die on a Sunday                        | Ben                              |               |
| 1998 | St. Ives                                            | Jacques de Keroual de Saint-Yves |               |
| 2000 | Dancer in the Dark                                  | Norman                           |               |
| 2000 | Too Much Flesh                                      | Lyle                             |               |
| 2001 | Being Light                                         | Jack Lesterhoof                  |               |
| 2002 | Marie's Sons                                        | Paul                             |               |
| 2002 | The Red Siren                                       | Hugo Cornelius Toorop            |               |
| 2003 | Dogville                                            | El Hombre del Sombrero Grande    |               |
| 2003 | Saltimbank                                          | Frédéric Saltim                  |               |
| 2003 | The Divorce                                         | Maitre Bertram                   |               |
| 2003 | The Car Keys                                        | Un cómico                        |               |
| 2004 | CQ2 (Seek You Too)                                  | Steven                           |               |
| 2005 | Crustacés & Coquillages                             | Didier                           |               |
| 2005 | Manderlay                                           | Sr. Robinsson                    |               |
| 2005 | Tara Road                                           | Andy Vine                        |               |
| 2006 | One to Another                                      | Phillipe                         |               |
| 2006 | The Boss of It All                                  | Spencer                          |               |
| 2008 | Baby Blues                                          | Dan                              |               |
| 2008 | The Anarchist's Wife                                | Pierre                           |               |
| 2008 | Parc                                                | Paul Marteau                     |               |
| 2008 | Nucingen House                                      | William Henry James III          |               |
| 2009 | Making Plans for Lena                               | Nigel                            |               |
| 2010 | The City of Shadows                                 | Maxime Vincent                   |               |
| 2011 | His Mother's Eyes                                   | Jean-Paul Tremazan               |               |
| 2011 | American Translation                                | William                          |               |
| 2011 | Practical Guide to Belgrade with Singing and Crying | Brian                            |               |
| 2012 | Niccolò Machiavelli il Principe della politica      | Niccolò Machiavelli              |               |
| 2012 | They Call It Summer                                 | Dino                             |               |
| 2013 | Big Sur                                             | Jack Kerouac                     |               |
| 2013 | Manhattan Romance                                   | Alex                             |               |
| 2013 | Vandal                                              | Paul, l'oncle                    |               |
| 2013 | Nymphomaniac                                        | Caballero deudor                 |               |
| 2014 | The Last Mirage                                     | Justin Livingstone               |               |
| 2015 | WAX: We Are the X                                   | Jean-Christophe Touchalier       |               |
| 2017 | uk18                                                | El Extranjero                    |               |
| 2017 | After the War                                       | Jérome                           |               |
| 2017 | Grain                                               | Erol                             |               |
| 2017 | Cut Off                                             | Trevor De Blanc                  |               |
| 2018 | The Cellar                                          | Milan                            |               |
| 2018 | The House that Jack Built                           | Leopold Kessler                  | No acreditado |
| 2020 | My Best Part                                        | Le réalisateur                   |               |
| 2021 | Aleksandar od Jugoslavije                           | Ferdinand Foch                   |               |
| 2021 | Silent Land                                         | Arnaud                           |               |
| 2023 | The Pod Generation                                  | The Founder                      |               |

### Televisión
| Año       | Título                                       | Papel                   | Notas                                      |
| --------- | -------------------------------------------- | ----------------------- | ------------------------------------------ |
| 1985      | Going for the Gold: The Bill Johnson Story   | Scott                   | Telefilmeme                                |
| 1986      | Screen Two                                   | Alain                   | Episodio: "Hotel du Lac"                   |
| 1996      | Reckoning                                    | Patrick LeMay           | Telefilme                                  |
| 1997      | Les Infidèles                                | Farid                   | Telefilme                                  |
| 1997      | Balkan Island: The Last Story of the Century | Addy                    | Telefilme                                  |
| 2005      | Venus and Apollo                             | Vincent                 | Episodio: "Soin pare chocs"                |
| 2007      | Martin Paris                                 | Martin Paris            | Telefilme                                  |
| 2011      | XIII: The Series                             | Prêtre                  | 2 episodios                                |
| 2011      | The Wyvern's Lair                            | Paul Pratt              | 4 episodios                                |
| 2011–2016 | Blood on the Docks                           | Capitán Richard Faraday | 12 episodios                               |
| 2018      | The Miracle                                  | Serge                   | Episodio: "La Conservazione della Materia" |
| 2018–2020 | Bad Banks                                    | Robert Khano            | 12 episodios                               |
| 2020      | Little Birds                                 | Secretario Pierre Vaney | 6 episodios                                |
| 2021      | Kralj                                        | Ferdinand Foch          | 3 episodios                                |
| 2021      | The Rope                                     | Serge Morel             | 3 episodios                                |
| 2022      | Je te promets                                | Jean-Marc Barr          | Episodio: "L'Idole de la Famille"          |
| 2023      | Rivages                                      |                         | 6 episodios                                |
| 2024      | Anthracite                                   | Solal Heilman           | Miniserie                                  |